# Union Académique Internationale
Die Union Académique Internationale (englisch International Union of Academies) ist ein internationaler Zusammenschluss von Akademien, die im weiteren Sinne mit Kultur und Geschichte befasst sind. Sie wurde 1919 auf Initiative der Académie des Inscriptions et Belles-Lettres gegründet.

## Geschichte und Aufgaben
In einem ersten Treffen im Mai 1919 in Paris wurde eine erste Fassung der Statuten der Vereinigung verabschiedet, die ein Jahr später überarbeitet und verabschiedet wurden. Sitz der Union Académique Internationale ist die Académie royale des Sciences, des Lettres et des Beaux-Arts de Belgique in Brüssel; ihr erster Präsident war Henri Pirenne.
Ziel war es, die Zusammenarbeit sowie das gemeinschaftliche Forschen und Publizieren in den Bereichen zu fördern, die durch die Mitglieder und beteiligten Akademien der Union vertreten wurden: Philologie, Archäologie, Geschichtswissenschaft, Humanwissenschaft, die Politik- und Sozialwissenschaft. Hatte die Union im Jahr 1920 15 Mitglieder, so sind es mittlerweile über hundert.
Die Union Académique Internationale ist eine der beiden Nachfolgeorganisation der 1899 entstandenen Internationalen Assoziation der Akademien, welche in den Sektionen Naturwissenschaften (Sciences) und Geisteswissenschaften (Lettres) arbeitete. Bis 1914 traf sich die Assoziation auf 5 Generalversammlungen in Paris, London, Wien, Rom und St. Petersburg und beschloss dort die Durchführung von 31 Unternehmungen, 19 naturwissenschaftlichen, 11 geisteswissenschaftlichen und als eine interdisziplinäre die Edition der Werke von Leibniz.
Nach Ende des Ersten Weltkriegs wurde auf einem Kongress vom 18. bis 28. Juli 1918 in Brüssel auf Initiative der Ententestaaten und insbesondere Frankreichs die Gründung des International Research Council für die Naturwissenschaften und der Union Académique Internationale für die Geisteswissenschaften als Nachfolgeorganisation der Internationalen Assoziation der Akademien beschlossen, ohne jedoch die Assoziation formal auszulösen. Im Statut des International Research Council wurde die Mitarbeit der Akademien der Zentrumsmächte, also Deutschlands und seiner Bündnispartner im Krieg, ausdrücklich ausgeschlossen, bei der Union gab es ein solches Statut jedoch nicht. Mit dem Beitritt Deutschlands zum Völkerbund 1926 wurden auch Einladungen beider akademischer Vereinigungen an Deutschland zum Beitritt ausgesprochen. Da die deutschsprachigen Akademien jedoch von einem Fortbestand der Internationalen Assoziation der Akademien ausgingen und die Neugründungen nicht akzeptierten, kam es zunächst zu keinem organisatorischen Zusammengehen. Dennoch wurden wissenschaftliche Beziehungen zwischen einzelnen Wissenschaftlern und auf Kongressen schrittweise wiederbelebt. Erst am 13. Mai 1935 wurden die deutschen Kartellakademien in die Union Académique aufgenommen.

## Organisation
Der organisatorische Aufbau umfasst eine feste Niederlassung mit dem offiziellen Büro und einem Verwaltungssekretariat, als Organ ist wichtigstes Gremium die Hauptversammlung ihrer Mitglieder. Daneben gibt es wissenschaftliche Komitees, Leitungskomitees, ein Komitee für Finanzen und Buchhaltung und spontan zusammengestellte Komitees für neue oder spezielle Projekte.
Ausgehend davon, in welcher Beziehung ein Projekt zur Union steht, gibt es drei Projektkategorien:
1. Projekte, die von einem Mitglied direkt abhängig sind. Um die Schirmherrschaft durch die Union übernehmen zu können, muss die Hauptversammlung dem zustimmen. Finanziell sind diese Projekte von der durchführenden Akademie abhängig, die auch den Leiter des Projekts stellt. Die Union stellt ein Komitee internationaler Wissenschaftler dem Projekt zur Verfügung und ist ansonsten nur beratend tätig. Jährliche Berichterstattung an die Hauptversammlung ist vorgeschrieben. Im Einzelfall kann sich die Union finanziell an dem Projekt beteiligen.
2. Projekte, die direkt von der Union durchgeführt werden und für die die Union auch die wissenschaftliche sowie finanzielle Verantwortung und Leitung übernimmt. Jährliche Berichterstattung an die Hauptversammlung ist vorgeschrieben. Forschung und nachfolgende Publikation werden in der Regel von der Union getragen.
3. Projekte, für die die Union auf Vorschlag eines oder mehrerer Mitglieder lediglich die Schirmherrschaft übernimmt. Die Union ist finanziell an der Durchführung nicht beteiligt. Die Mitgliedsakademien, die den Vorschlag eingebracht haben, bestimmen den Leiter, organisieren die Arbeit und tragen die finanzielle Verantwortung

## Projekte
Auf dieser organisatorischen Grundlage beteiligt sich die Union ausschließlich an Grundlagenforschung in den von ihr vertretenen Gebieten: Sie gibt kritische und Faksimile-Editionen literarischer und philosophischer Werke heraus, Sammlungen historischen und archäologischen Materials, Sprachatlanten und archäologische Karten, Lexika, Wörterbücher und Kataloge. Zu nennen sind etwa der Aristoteles Latinus, das Corpus Vasorum Antiquorum, der Catalogus Commentariorum et Translationum, das Mittellateinische Wörterbuch, die Tabula Imperii Romani, die Forma Orbis Romani, das Corpus philosophorum medii aevi, der Atlas of the Greek and Roman world oder die Monumenta Musicae Byzantinae.
An Projekten beteiligte Akademien tragen ihre finanziellen Aufwände für Forschung und Veröffentlichung selbst. Im Gründungsjahr 1920 betrug die Anzahl der von der Union übernommenen Projekte 3. Bis zum Zweiten Weltkrieg waren es insgesamt 13 Projekte. Derzeit werden etwa 50 Projekte durchgeführt. Die unterstützten Projekte müssen keinen Bezug zur europäischen Kultur aufweisen. Bereits bis 1935 wurden drei Projekte, die Indonesien, Japan und der islamischen Welt galten, durchgeführt. Heutzutage werden neben Projekten zur Vorderasiatischen Archäologie und zum Vorkolumbischen Amerika solche zu Indien, China, Zentralasien, Zentralafrika und der Pazifikregion gefördert.

## Beziehungen
Von der Union geförderter wissenschaftlicher Austausch beschränkt sich nicht auf den Austausch unter den Mitgliedsakademien und -institutionen, vielmehr steht die Union als eigene Körperschaft auch in Beziehung etwa zur UNESCO oder dem Conseil International de la Philosophie et des Sciences Humaines (CIPSH), der der UNESCO zugeordnet ist, sowie zu anderen internationalen oder übergeordneten Wissenschaftsvereinigungen wie der Union der deutschen Akademien der Wissenschaften. Bei der Gründung des CIPSH war die Union 1949 aktiv beteiligt. In der Folge wurde die Union seitens des CIPSH immer wieder finanziell unterstützt.